# کینوشیتا ماسانائو
کینوشیتا ماسانائو (به ژاپنی: 木下 昌直 Kinoshita Masanao); ۱ ژانویهٔ ۱۵۵۰ – ۴ مهٔ ۱۵۸۴) سامورایی در دوره سنگوکو و ملازم خاندان ریوزوجی بود.